# 8 de juny
El 8 de juny és el cent cinquanta-novè dia de l'any del calendari gregorià i el cent seixantè en els anys de traspàs. Queden 206 dies per a finalitzar l'any.

## Esdeveniments
Països Catalans
- 1283 - Mar Mediterrània, prop de l'illa de Malta: Roger de Llúria hi derrota els angevins en l'anomenat Combat de Malta.
- 1969 - Els Castellers de Barcelona aixequen el seu primer castell, un pilar de 4, al Vendrell.
- 2004 - Barcelona: Òmnium Cultural atorga el Premi d'Honor de les Lletres Catalanes a Joan Francesc Mira.
- 2013 - Barcelona: es presenta el documental Ciutat morta a l'antic Palau del Cinema, rebatejat cinema Patrícia Heras.

Resta del món
- 793 – La primera ràtzia coneguda dels vikings sobre sòl britànic a Lindisfarne.
- 1867 - Colòmbia: es publica la novel·la María de Jorge Isaacs.
- 1928 - Pequín (Xina): Presa de la ciutat pel Kuomintang i fi de l'Expedició del Nord.[1]
- 1930 - Carles II és proclamat rei de Romania.
- 1949:
  - La Caça de Bruixes: un informe de l'FBI esmenta celebritats com ara Helen Keller, Dorothy Parker, Danny Kaye, Fredric March, John Garfield, Paul Muni i Edward G. Robinson com a membres del Partit Comunista.
  - Londres, Anglaterra: Es publica la novel·la 1984, de George Orwell.[2]
- 1972 - Trảng Bàng, Vietnam: la nena de nou anys Phan Thị Kim Phúc pateix cremades greus per un atac amb napalm. El fet va ser immortalitzat per Nick Ut amb la foto The Terror of War, que va guanyar el premi Pulitzer.[3]
- 1969, La Línea de la Concepción, província de Cadis: les autoritats espanyoles tanquen el pas fronterer amb l'enclavament de Gibraltar en un nou tour de force amb el govern britànic per al control del Penyal.[4]
- 1995 - La primera versió del llenguatge de programació PHP és alliberada pel seu creador, Rasmus Lerdorf.
- 2004 - Es produeix el primer Trànsit de Venus del segle xxi.
- 2006 - Iraq, el primer ministre iraquià confirma la mort del líder d'Al-Qaeda a l'Iraq Abu Musab al Zarqaui.
- 2014 - Cadena Humana pel Dret A Decidir del País Basc del 2014

## Naixements
Països Catalans
- 1873, Monòver, el Vinalopó Mitjà: Azorín, escriptor i periodista valencià[5]
- 1904, Alacant: Elena Verdes Montenegro, pintora de la Generació del 27[6]
- 1908, Os de Balaguer, Noguera: Leandre Cristòfol, escultor català, considerat un dels pioners de l'escultura surrealista a Catalunya[7]
- 1930, Buenos Aires: Myriam Alió, mezzosoprano i pedagoga catalana[8]
- 1951, Santa Perpètua de Mogoda: Rosa Maria Bonàs Pahisa, biòloga i política catalana, ha estat diputada al Congrés.[9]
- 1952, Barcelona: Emilio Pérez de Rozas, periodista català.[10]
- 1974, Olvan, Berguedà: Judit Carreras i Tort, advocada i política catalana.[11]
- 1975, Arinsal, la Massana: Olga Gelabert Fàbrega, política andorrana, ha estat Ministra de Cultura, Joventut i Esports.[12]
- 1976, Tortosa: Montse Castellà Espuny, cantautora i activista social

Resta del món
- 1625, Perinaldo, Itàlia: Giovanni Cassini, astrònom i enginyer francès[13]
- 1671, Venècia: Tomaso Giovanni Albinoni, compositor italià de música barroca[14]
- 1810, Zwickau, Saxònia, Alemanya: Robert Schumann, compositor alemany.[15]
- 1860, Castel Road, Irlanda: Alicia Boole Stott, extraordinària matemàtica amateur.[16]
- 1861, Cangues d'Onís, Astúries: Juan Vázquez de Mella, polític tradicionalista, escriptor i filòsof catòlic espanyol[17]
- 1867, Richland Center, Wisconsin, Estats Units: Frank Lloyd Wright, arquitecte estatunidenc considerat un dels principals mestres de l'Arquitectura Moderna[18]
- 1888, Euskirchen: Frieda Robscheit-Robbins, patòloga nord-americana[19]
- 1893, Council Bluffs, Iowa, Estats Units: Ernest B. Schoedsack, director, productor i director de fotografia estatunidenc.
- 1898, Baltibboys, Comtat de Wicklow, Irlanda: Ninette de Valois, ballarina i coreògrafa irlandesa[20]
- 1903, Brussel·les, Bèlgica: Marguerite Yourcenar, escriptora francesa, primera dona membre de l'Académie française [21]
- 1904, Chenecey-Buillon, Doubs: Alice Rahon, poetessa i artista francesa/mexicana[22]
- 1910, Viña del Mar, Xile: María Luisa Bombal, escriptora xilena[23]
- 1913, Santander: María Cristina Gonzalo Pintor, arquitecta, física, matemàtica i segona meteoròloga d'Espanya.[24]
- 1916, Northampton, Anglaterra, Regne Unit: Francis Crick, biòleg, Premi Nobel de Medicina o Fisiologia de 1962 [25]
- 1921, Yogyakarta, Indonèsia: Suharto, va ser el segon president d'Indonèsia.[26]
- 1923, Buenos Aires, Argentinaː Ermina Odoardo, arquitecta, primera dona a exercir l'arquitectura a Santiago de Cuba.[27]
- 1926, Iași: Anatol Vieru, compositor, teòric i educador romanès[28]
- 1930, Frankfurt del Main, Alemanya: Robert Aumann, economista, Premi Nobel d'Economia de l'any 2005.[29]
- 1936, Waltham, Massachusetts, EUA: Kenneth G. Wilson, físic nord-americà, Premi Nobel de Física de l'any 1982[30]
- 1940, Jersey City, Nova Jersey, EUA: Nancy Sinatra, cantant i actriu.[31]
- 1947, South Bend, Indiana, EUA: Eric Frank Wieschaus, biòleg molecular nord-americà, Premi Nobel de Medicina o Fisiologia de l'any 1995.[32]
- 1950, Maringá, Paraná, Brasil: Sonia Braga, actriu brasilera.[33]
- 1951, Skewen, Gal·les: Bonnie Tyler, cantant gal·lesa de música pop i rock.[34]
- 1955, Londres: Tim Berners-Lee, enginyer informàtic britànic que desenvolupà el projecte World Wide Web.[35]
- 1965, Crema, Itàlia: Giovanni Cesare Pagazzi, religiós i arquebisbe italià.
- 1973, Tbilisi, Geòrgia: Tina Khidasheli, advocada i política georgiana.
- 1977, Atlanta, Geòrgia, EUA: Kanye West, raper, cantant, productor musical i dissenyador de roba estatunidenc.[36]
- 1983, Bilzen, Bèlgica: Kim Clijsters, jugadora de tennis professional que fou número 1 del rànquing mundial de la WTA.[37]

## Necrològiques
Països Catalans
- 1946 - València: Amelia Cuñat i Monleón, dibuixant, ceramista i col·leccionista de ceràmica valenciana (n. 1878).[38]
- 1976 - Matadepera: Ricard Marlet i Saret, xilògraf, pintor i escultor català (n. 1896).[39]
- 1986 - Barcelona: Cèlia Suñol i Pla, escriptora catalana (n. 1899).[40]
- 2000 - Barcelona: Maria Lluïsa Oliveras i Andreu, atleta catalana, pionera de l'atletisme català (n. 1914).[41]
- 2001 - Barcelona: Griselda Pascual i Xufré, científica catalana vinculada a la investigació matemàtica i a la docència (n. 1926).[42]
- 2004 - Madrid: Núria Torray, actriu catalana que destacà especialment en l'escena teatral (n. 1934).[43]
- 2010 - Montadin: Sara Berenguer Lahosa, militant anarcosindicalista i feminista llibertària catalana, activa en el moviment de les Mujeres Libres (m. 2010).
- 2022 - Barcelona: Aurora Altisent i Balmas, pintora, dibuixant i escultora catalana (n. 1928).[44]

Resta del món
- 632: Mahoma, profeta de l'islam (n. 570).[45]
- 1290: Florència: Beatrice Portinari, possiblement la figura històrica rere Beatriu, la dona que inspirà Dante Alighieri (n. 1266).[46]
- 1768, Trieste: Johann Joachim Winckelmann, arqueòleg alemany (n. 1717).[47]
- 1775: Muhammad Bey Abu l-Dhahab, bei mameluc dels Kazdughiliyya d'Egipte.
- 1796, Moscou (Rússia): Felice Giardini, violinista i compositor italià (n. 1716).[48]
- 1809, Nova York, Estats Units: Thomas Paine, intel·lectual, polític, revolucionari, escriptor i inventor anglès i nord-americà (n. 1737).[49]
- 1818, Berlín: Fanny von Arnstein, salonnière vienesa (n. 1758).[50]
- 1831, Londres, Anglaterra: Sarah Siddons, actriu gal·lesa (n. 1755).[51]
- 1839, Salzburgː Aloysia Weber, soprano alemanya, cunyada de Mozart (n. 1760).[52]
- 1845, Nashville, Tennessee, Estats Units: Andrew Jackson, militar, jutge, 7è president dels Estats Units (n. 1767)[53]
- 1876, París: George Sand, escriptora francesa (n. 1804).[54]
- 1921, Vienaː Natalie Bauer-Lechner, prestigiosa violista (n. 1858).[55]
- 1929:
  - New Canaan, Connecticut, Estats Units: Bliss Carman, poeta canadenc en llengua anglesa pertanyent al postromanticisme (n. 1861).[56]
  - Hugo Nolthenius, músic holandès
- 1945, París (França): Robert Desnos, poeta surrealista francès (n. 1900).[57]
- 1956, París: Marie Laurencin, pintora i gravadora francesa (n. 1883).[58]
- 1969, Santa Monica (Califòrnia, EUA): Robert Taylor, actor de cinema (n. 1911).
- 1970, Stuttgart: Ida Kerkovius, pintora, teixidora de tapissos i vitrallera alemanya.[59]
- 1975: Elizabeth Hirsh Fleisher, arquitecta estatunidenca.[60]
- 1990, San José (Costa Rica): José Figueres Ferrer, pensador i humanista, i un dels més importants polítics de la república de Costa Rica. Va ser President de la República en tres períodes, 1948-1949, 1953-1958 i 1970-1974 (n. 1906).[26]
- 1997, Nigèria: Amos Tutuola, escriptor nigerià (n. 1920).[61]
- 1998, Lima: Maria Reiche, matemàtica i arqueòloga alemanya, investigadora de les línies de Nazca al Perú (n. 1903).[62]

## Festes i commemoracions
- Dia dels mars i oceans

Santoral
Església Catòlica
Sants al Martirologi romà (2011) Maximí d'Ais, bisbe llegendari (s. I);
- Gildard de Rouen, bisbe (511); Medard de Noyon, bisbe (560); Fortunat de Fano, bisbe (s. VI); Clodulf de Metz, bisbe (697); Guillem de York, bisbe (1154).
  - Beats:
  - John Davy, cartoixà màrtir (1537);
  - Jacques Berthieu, màrtir (1896);
  - Maria Droste Zu Vischering (1899);
  - Mariam Thresia Chiramel Mankidiyan, fundadora (1926);
  - Nicola da Gesturi, caputxí (1958).
- Sants Cal·líope, màrtir (ca. 250);
  - Sal·lustià de Sardenya, màrtir o eremita;
  - Melània de Roma, benefactora (409);
  - Eutropi de València, bisbe;
  - Bron de Cassel-Irra, bisbe (ca. 511);
  - Levà de Cornualla (s. VI);
  - Sira de Troyes, verge;
  - Trojècia de Rodés, verge;
  - Heracli de Sens (ca. 515);
  - Victorí de Camerino, bisbe (543); Macutí d'Irlanda, monjo (s. VII);
  - Eustadiola de Moyen-Moutier, vídua i abadessa (690);
  - Robert de Frassinoro, abat (ca.1070);
  - Giovanni Rainuzzi, monjo de Todi (ca. 1330);
  - Bernat de Montgaillard, monjo (1628);
  - Felix Maria Ghebre-Amlak, cistercenc (1934);
  - translació de les relíquies d'Alfegi de Canterbury i d'Aldemar de Thérouanne.
  - A l'Orde de la Trinitat:
  - sant Miquel dels Sants (festa al Martirologi romà el 10 d'abril).
- Beat Armand de Ziertkzee;
  - Ilga de Schwarzenberg, eremita (1115).
  - A l'Orde de Sant Domènec: beates Diana d'Andalò, Cecília Cesarini (1290) i Amata de San Sisto.
- Venerables Engelbert von Schäftlarn, prior (1153); Giselbert de Cappenberg (s. XII); Anne de Xainctonge, fundadora (1621).
- Venerats a l'Orde de la Mercè: sant Pere d'Amer, mestre general; Jorge Porta; Magdalena de la Concepción.

Església Copta (1 paoni)
- Sant Cosme de Taha i companys, màrtirs;
- consagració de les esglésies de Sant Lleonci i de Sant Febamon.

Església Etíop
- Santa Febròinia de Nusaybin

Església Ortodoxa (segons el calendari julià)Se celebren els corresponents al 21 de juny del calendari gregorià.
Església Ortodoxa (segons el calendari gregorià)
Corresponen als sants del 26 de maig del calendari julià litúrgic:
- Sants Alfeu, un dels Setanta deixebles, i els seus fills Aberci i Helena; Carp de Vèrria, bisbe;
- Agustí de Canterbury, evangelitzador d'Anglaterra;